# Marmara (település)
Marmara város az azonos nevű körzetben, Törökország északnyugati részén, Balıkesir tartományban. A Márvány-tengerben, a Márvány-szigeten fekszik. A tengerszint feletti magassága 10 m.

## Közlekedés
Távolságok Erdek településhez képest: Ayvalık 190 km, Balıkesir 107 km, Bandırma 22 km, Bursa 117 km, Gönen 55 km, Susurluk 62 km messzire van.

## Demográfiai adatok
| év   | összesen | város | falu |
| ---- | -------- | ----- | ---- |
| 1990 | 9792     | 2355  | 7437 |
| 2000 | 9446     | 2215  | 7231 |
| 2007 | 8597     | 2554  | 6043 |
| 2008 | 8908     | 2540  | 6368 |
| 2009 | 8424     | 2444  | 5980 |
| 2010 | 8236     | 2426  | 5810 |
| 2011 | 8206     | 2424  | 5782 |
| 2012 | 8207     | 4414  | 3793 |

## Fordítás
- Ez a szócikk részben vagy egészben  a   Marmara című török Wikipédia-szócikk fordításán alapul.  Az eredeti cikk szerkesztőit annak laptörténete sorolja fel. Ez a jelzés csupán a megfogalmazás eredetét és a szerzői jogokat jelzi, nem szolgál a cikkben szereplő információk forrásmegjelöléseként.